# Debito Arudou

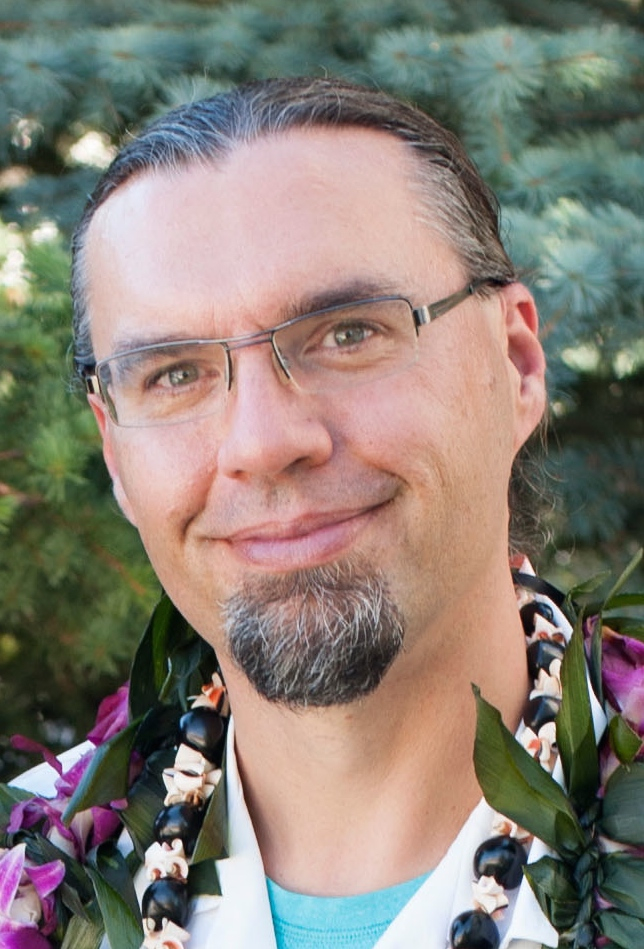
Debito Arudou (2014)

Debito Arudou (有道 出人 Arudō Debito), (* 1965 als David Christopher Schofill in Kalifornien) ist ein japanischer Bürgerrechtler und Autor US-amerikanischer Abstammung.

## Leben
Geboren als David Christopher Schofill, änderte sich der Name in David Christopher Aldwinckle nach Adoption durch seinen Stiefvater. Arudou zog in den 1980er Jahren nach Japan und ließ sich im Jahr 2000 einbürgern, ursprünglich vor allem, um rechtlich leichter ein eigenes Haus in der Nähe von Sapporo bauen zu können. Wie alle eingebürgerten Japaner musste er sich auf eine Kanji-Umschrift für seinen Namen festlegen; „Arudō“ ist ein von ihm kreierter Kunstname. Er ähnelt lautlich der ersten Silbe seines alten Familiennamens und bedeutet etwa „seiender Weg“, was Arudou selbst mit „eine Person, welche einen Weg kennt und auf diesem in die Welt hinausgeht“ recht frei interpretiert. Im Jahr 2002 gab er seine US-amerikanische Staatsbürgerschaft auf.
Arudou engagiert sich insbesondere gegen Rassismus im japanischen Alltag. Mit seiner Person provoziert er diesen Rassismus und stellt gleichzeitig dessen Haltlosigkeit bloß: Als Weißer wird Arudou nicht in Kneipen oder Badehäuser gelassen, welche „nur japanische Gäste“ akzeptieren. Jeder Ausländer mit Wohnsitz in Japan muss eine Ausländerkarte mit sich führen. Arudou hat keine solche, da er japanischer Staatsbürger ist. Ferner gibt es in Japan keinen Personalausweis und somit entfällt auch die Ausweispflicht für Japaner im Land selbst. Dennoch wird Arudou seinen Aussagen zufolge auf Grund seines Aussehens von Polizisten wiederholt genötigt, zu beweisen, dass er Staatsbürger sei und somit keine solche Karte besitzen müsse und dürfe.
Er erregte national und international Aufsehen, als er im Jahr 2001 zusammen mit zwei Mitklägern, dem Deutschen Olaf Karthaus und dem Amerikaner Kenneth Lee Sutherland, ein Badehaus in Otaru und die Stadt Otaru verklagte. Das Badehaus hatte mit einem Schild „Japanese only“ (nur Japaner) Ausländern den Besuch pauschal untersagt, aber auch den Japaner Arudou und seine (japanischen) Kinder nicht hereingelassen. Das Badehaus wurde schließlich verurteilt, die Stadt freigesprochen. Den Weg der Klage beschreibt Arudou in dem 2004 auf Englisch erschienenen Buch Japanese only, einer erweiterten Version seines ursprünglich 1999 auf Japanisch veröffentlichten Buchs.

## Werke
- Japanese only – The Otaru Hot Springs Case and Racial Discrimination in Japan. ISBN 4-7503-9011-9